# Armgard de Rietberg
Armgard de Rietberg (m. 13 de julho de 1584) foi suo jure condessa de Rietberg. Também foi condessa de Hoya pelo seu primeiro casamento com Érico V de Hoya, e posteriormente, condessa de Lipa pelo seu segundo casamento com Simão VI de Lipa.

## Família
Armgard foi a filha mais velha do conde João II de Rietberg e de Inês de Bentheim-Steinfurt. Os seus avós paternos eram Otão III de Rietberg e sua segunda esposa, Ona de Essens.
Ela teve uma irmã mais nova, Valpurga, casada com Eno III da Frísia Oriental, com quem teve três filhos.

## Biografia
O pai da nobre faleceu em 11 de março de 1562, quando ela e sua irmã ainda eram menores de idade. Elas herdaram suas propriedades, que estavam sob o controle de sua mãe, como regente.
No dia 3 de janeiro de 1568, Armgard casou-se com o conde Érico V de Hoya, filho de Jobst II de Hoya e de Ana de Gleichen. O casamento não resultou em filhos, e ele faleceu em 12 de março de 1575, após sete anos de união.
No dia 27 de setembro de 1576, Armgard e Valpurga dividiram suas terras: a primeira recebeu Rietberg, e a segunda, Harlingerland, na costa da Frísia Oriental.
A condessa tornou-se esposa de Simão VI de Lipa, em 26 de junho de 1578. Simão era filho de Bernardo VIII de Lipa e de Catarina de Waldeck-Eisenberg. Novamente, não teve filhos.
Armgard faleceu no dia 13 de julho de 1584, e foi sucedida por sua irmã.